# Tratado de Zurique
O Tratado de Zurique foi acordado em novembro de 1859 entre o Império Austríaco, por um lado, e a França e a Sardenha-Piemonte, por outro. Este tratado de paz foi precedido por acordos preliminares discutidos em Villafranca em 12 de julho, onde foi decidido pôr termo ao conflito armado mantido entre a Áustria e o Piemonte-Sardenha. Este tratado foi também importante para a consolidação da unidade territorial da Itália.
Ficou estabelecido que a Áustria cedia a Lombardia ao imperador francês, que deveria remeter ao rei da Sardenha-Piemonte. A Áustria e a França reconheceram a necessidade da criação de uma confederação italiana, sob a presidência honorária do papa. A Venécia (Veneza) devia fazer parte e tudo o resto estaria sobre a alçada do imperador da Áustria.
A França que combateu pela unidade italiana, devia encontrar mais tarde a sua recompensa, proporcionada pela cessão da Saboia e do condado de Nice.